# Гарнизон
Гарнизон (от старофренски: garnison – снабдяване, въоръжаване, екипиране) е термин във военното дело, който може да има следните значения:
1. Войскови части, военни учебни заведения и учреждения, разположени постоянно или временно в определено населено място или в район с установени граници.
2. Едно или повече подразделения, изпълняващи отбраната на дадена опорна точка или постоянна отбранителна структура в даден укрепен район. В минали исторически епохи, войските, защитаващи крепости, са наричани още гарнизони войски.